# 蓋劍奎
蓋劍奎（1941年—2007年6月12日)，原名：余志麗，香港粵劇演員。

## 簡介
蓋劍奎為任劍輝的徒弟，雛鳳鳴劇團的文武生。母親是電影艷星鄧美美，胞姊是著名香港電影、無綫電視藝員余慕蓮（余志雅）。1972年5月19日（星期五）與粵劇紅伶：「香港實驗粵劇團」的始創人之一的李奇峰之胞弟李志勇先生在九龍太子道聖德肋撒堂舉行天主教婚禮，當晚在美麗華太和殿設聯婚宴筵。2007年6月10日(星期日)在新界汀九橋三車連環相撞車禍裡重傷垂危，2007年6月12日(星期二)中午12時48分不治。